# Eufemio Zapata

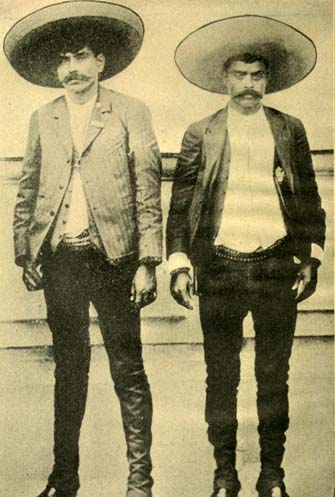
Eufemio (l) en Emiliano (r) Zapata.

Eufemio Zapata Salazar (Ayala, 1873 - Cuautla, 17 juni 1917) was een Mexicaans opstandeling.
Hij was de broer van Emiliano Zapata en vocht in diens Bevrijdingsleger van het Zuiden tijdens de Mexicaanse Revolutie. Hij stond bekend als vrouwenversierder, macho en een stevig drinker.
Eufemio Zapata kwam om het leven tijdens een ruzie met Sidronio "el loco Sidronio" Camacho, een van Emiliano Zapata's luitenants. In een dronken bui had hij Camacho aangevallen en diens vader beledigd. Camamacho zocht Zapata later op in Cuaulta en schoot hem in zijn buik. Zapata was niet op slag dood en verzocht Camacho een eind aan zijn lijden te maken. Camacho weigerde dat echter en gooide hem in een mierenhoop, waar hij later overleed.
Na deze moord vluchtte Camacho uit Zapata's leger en sloot zich aan bij Venustiano Carranza, de tegenstander van Zapata.